# Gamera vs. Zigra
Gamera vs. Zigra (ガメラ対深海怪獣ジグラ, Gamera tai Shinkai Kaijū Jigura, Gamera versus Deep Sea Monster Zigra) is een Japanse film uit 1971. Het is de zevende van de Gamera-films geproduceerd door Daiei Motion Picture Company.

## Verhaal
De aarde wordt wederom aangevallen door een buitenaards ras. Ze ontvoeren twee mannen en twee kinderen en onthullen hun plan om overal op aarde aardbevingen te veroorzaken. De kinderen weten echter te ontsnappen met behulp van Gamera. Als back-upplan laten de aliens een enorme haai genaamd Zigra los, die door Gamera wordt verslagen.

## Rolverdeling
| Acteur           | Personage                  |
| ---------------- | -------------------------- |
| Koji Fujiyama    | Dr. Tom Wallace            |
| Kei'ichi Noda    | Jigura                     |
| Isamu Saeki      | Dr. Yosuke Ishikawa        |
| Yasushi Sakagami | Kenichi Ishikawa           |
| Mikiko Tsubouchi | Mrs. Ishikawa              |
| Eiko Yanami      | Woman X / Chikako Sugawara |

## Trivia
- Dit is een van de vijf Gamerafilms die werd gebruikt voor een aflevering van de serie Mystery Science Theater 3000.
- De film werd in Amerika uitgebracht door Sandy Frank.